# Jacques Scornaux
Jacques Scornaux (né en 1946 en Belgique) est un chimiste de profession et un ovnilogue par passion installé en France. D'abord partisan de l'hypothèse extraterrestre et adepte de l'archéologie parallèle, il est membre actif de la Société belge d'étude des phénomènes spatiaux (SOBEPS) et de l'association française Lumières dans la nuit (LDLN) et publie en 1976, aux éditions Marabout, À la recherche des OVNI. Après avoir pris connaissance des écrits de Michel Monnerie sur l'hypothèse sociopsychologique, il change son fusil d'épaule à la fin des années 1970 et devient un des chantres sceptiques de la « nouvelle ufologie ». Il rejoint, en 1993, l'association SCEAU/Archives OVNI (créée en 1990) chargée de sauvegarder les archives des ufologues et cercles ufologiques disparus, en partenariat avec le réseau des Archives Nationales et départementales.

## Biographie

### Formation scientifique et profession
Jacques Scornaux est docteur en sciences chimiques de l'université de Bruxelles. Employé à l'Organisation de coopération et de développement économiques (OCDE), il est l'un des auteurs du Glossaire de l'économie anglais français publié en 1992 par la Section française de traduction de l'OCDE.

### Un tenant de l'hypothèse extraterrestre
À partir de 1962, à l'âge de 16 ans, Scornaux se prend de passion pour les ovnis et commence à recueillir de la documentation à leur sujet.
En 1971, il devient membre de la SOBEPS et collabore à sa revue Inforespace. En 1973-1974, il est secrétaire général adjoint de cette association. Il en restera adhérent jusqu'à sa dissolution en 2007.
Après s'être installé pour des raisons professionnelles en région parisienne à la fin des années 1970, il collabore à la revue Lumières dans la nuit, une des principales revues françaises d'ufologie, et devient, pour un temps, membre de son comité de rédaction.
En 1976, il publie, aux éditions Marabout, À la recherche des OVNI. La vérité sur les soucoupes volantes, livre écrit en collaboration avec l'ufologue belge Christiane Piens et qui sera traduit en espagnol et en portugais (voir section Œuvre infra).
Il collabore aussi à la revue d'« archéologie parallèle » Kadath, ainsi qu'avec d'autres revues associatives (Ufologie Contact, Info-OVNI, Magonia, OVNI-Présence, Le Bulletin du SCEAU)
Si Jacques Scornaux est d'avis qu'une partie des observations d'ovnis se ramène à des méprises avec des phénomènes naturels ou artificiels connus, il est loin toutefois de rejeter l'hypothèse de l'intrusion, dans l'espace aérien de la Terre, de vaisseaux d'origine extraterrestre ou d'une forme d'intelligence extraterrestre. Fort de sa culture scientifique, il rejette cependant les récits d'écrasements d'engins au sol, qui sont pour lui autant de rumeurs invérifiables, connues par des témoignages de troisième main inutilisables.
Tout d'abord « ferme défenseur de l'HET » (hypothèse extraterrestre), il est amené à changer progressivement d'opinion au fur et à mesure de ses investigations et surtout après la lecture des publications de Michel Monnerie à la fin des années 1970.
Par la suite, il adhère à d'autres associations ovnilogiques : la  Société parisienne d'étude des phénomènes spatiaux et étranges (SPEPSE) et la Société d'enquête et de recherche sur les phénomènes aérospatiaux non identifiés (SERPAN) (jusqu'à la dissolution de cette dernière en 2000).

### Un des artisans de la «nouvelle ufologie»
Tournant le dos à l'hypothèse extraterrestre, Jacques Scornaux devient un des artisans, avec Thierry Pinvidic et Michel Monnerie, de ce qu'on appelle alors la « nouvelle ufologie », mouvement sceptique considérant le phénomène des ovnis comme découlant d'une cause « sociopsychologique » et non pas de la présence d'extraterrestres, retournement qui est perçu par les défenseurs de l'hypothèse extraterrestre comme la négation de la matérialité des ovnis et n'est pas sans susciter réflexion et débats. « L’hypothèse sociopsychologique », écrit-il, « postule que toutes les observations dites d’ovni[s] ont pour origine la perception d’un phénomène connu, naturel ou artificiel, qui n’a pas pu être identifié correctement en raison des conditions d’observation et de l’influence de facteurs socioculturels ».
Ce mouvement est né à la suite de la publication de deux livres de Michel Monnerie : Et si les OVNIs n'existaient pas ? en 1977 et Le Naufrage des extra-terrestres en 1979. Ces deux publications exposent l'idée qu'il n'y a pas d'extraterrestres derrière le phénomène des ovnis. Les intuitions de Monnerie sont ensuite reformulées de façon plus scientifique et rigoureuse par Scornaux dans des articles parus dans LDLN et Info-OVNI, lesquels contribuent à populariser les idées de Michel Monnerie et à convaincre certains défenseurs de l'hypothèse extraterrestre à devenir sceptiques.

### Le conservateur des écrits ufologiques
Entre l'an 2000 et 2025, Jacques Scornaux a présidé l'association SCEAU/Archives OVNI (pour Sauvegarde, conservation des études et archives ufologiques), il en est désormais Président d'honneur, remplacé à son poste par Thierry Rocher. Le SCEAU fut créé en 1990 pour préserver de la dispersion ou de la destruction la documentation (livres, revues, rapports d'enquête, coupures de presse, documents audiovisuels, etc.) laissée par les chercheurs et les groupes de recherche après leur disparition. Le SCEAU dépose les fonds d'archives que les chercheurs (quelle que soit leur tendance) lui confient, préalablement triés et inventoriés, aux Archives Nationales (site de Pierrefitte) et départementales (Metz, Nancy, Marseille).

## Œuvre

### Articles
- avec Franck Boitte, « Adamski : une mise au point nécessaire », Inforespace (organe de la SOBEPS), Nos 10 et 11, 1973
- « La méthode scientifique et le phénomène OVNI », Inforespace (organe de la SOBEPS), N° 15, 1974, pp. 17-21
- « Et si Michel Monnerie n'avait pas tout à fait tort ? Réflexions à propos de l'ouvrage Et si les ovnis n'existaient pas ? », Lumières dans la nuit, n° 177, août-septembre 1978, pp. 4-10, et n° 178, octobre 1978, pp. 8-21 (texte paru également dans Inforespace (organe de la SOBEPS), n° 39, mai 1978, pp. 14-17 ; n° 40, juillet 1978, pp. 25-30 ; n° 41, septembre 1978, pp. 21-34, n° 42, novembre 1978, pp. 24-27)
- « Du "monnerisme" et de son bon usage », Info-ovni, N° 7-8, décembre 1981
- « L’hypothèse sociopsychologique : commencement de la fin ou fin du commencement ? », Inforespace (organe de la SOBEPS), n° 65 et 66, 1984.
- (en) "The breakthrough of the psycho-sociological hypothesis in French ufology. The Rising and the Limits of a Doubt", Magonia[11], No 15, avril 1984, pp. 3-6
- « Les contes d'un scieur de branches, débat avec Thierry Pinvidic », Ovni-Présence, N° 4, avril 1988
- « Réflexion : la sauvegarde des archives ufologiques », Inforespace, 31e année, No 105, décembre 2002, pp.5-7

### Livres
- avec Christiane Piens, À la recherche des OVNI. La vérité sur les soucoupes volantes, éditions Marabout, 1976 (édition en espagnol : À la búsqueda de los OVNIS. La verdad sobre los platillos volantes, Ediciones Aura, Barcelona, 1977 - édition en portugais : A Descoberta dos Ovnis, Antonio Ramos, 1977)

### Ouvrages collectifs
- Engins volants et humanoïdes dans les légendes de la Chine antique, dans Thierry Pinvidic (dir.), OVNI, vers une anthropologie d'un mythe contemporain, Heimdal, Paris, 1994, pp. 398-407
- (en) with Eric Maillot, "Trans-en-Provence: when science and belief go hand in hand", in Hilary Evans and Dennis Stacy (eds), UFOs 1947-1997, John Brown, London, 1997, pp. 151-159
- avec Renaud Ledet, Éric Maillot, Gilles Munsch, Wim van Utrecht, La vague OVNI belge de 1989 à 1992 : une hypothèse oubliée, CNEGU, Chaumont, 2008
- « L'hypothèse sociopsychologique : ce qu'elle est et ce qu'elle n'est pas ! », pp. 15-40, in Printy, T., Abrassart, J.-M., Cordier-Seray, F., & Seray, P., Sur la trace des OVNI, Raleigh, États-Unis, Lulu.com, 2012

### Direction d'ouvrages
- Jacques Scornaux, Thierry Pindivic (eds.), Foreword, in	First European Congress on Anomalous Aerial Phenomena: Physical and Psychosocial Aspects, Brussels (Belgium), 11-13 November 1988, SOBEPS, Bruxelles, 1988